# Sprachen in Israel

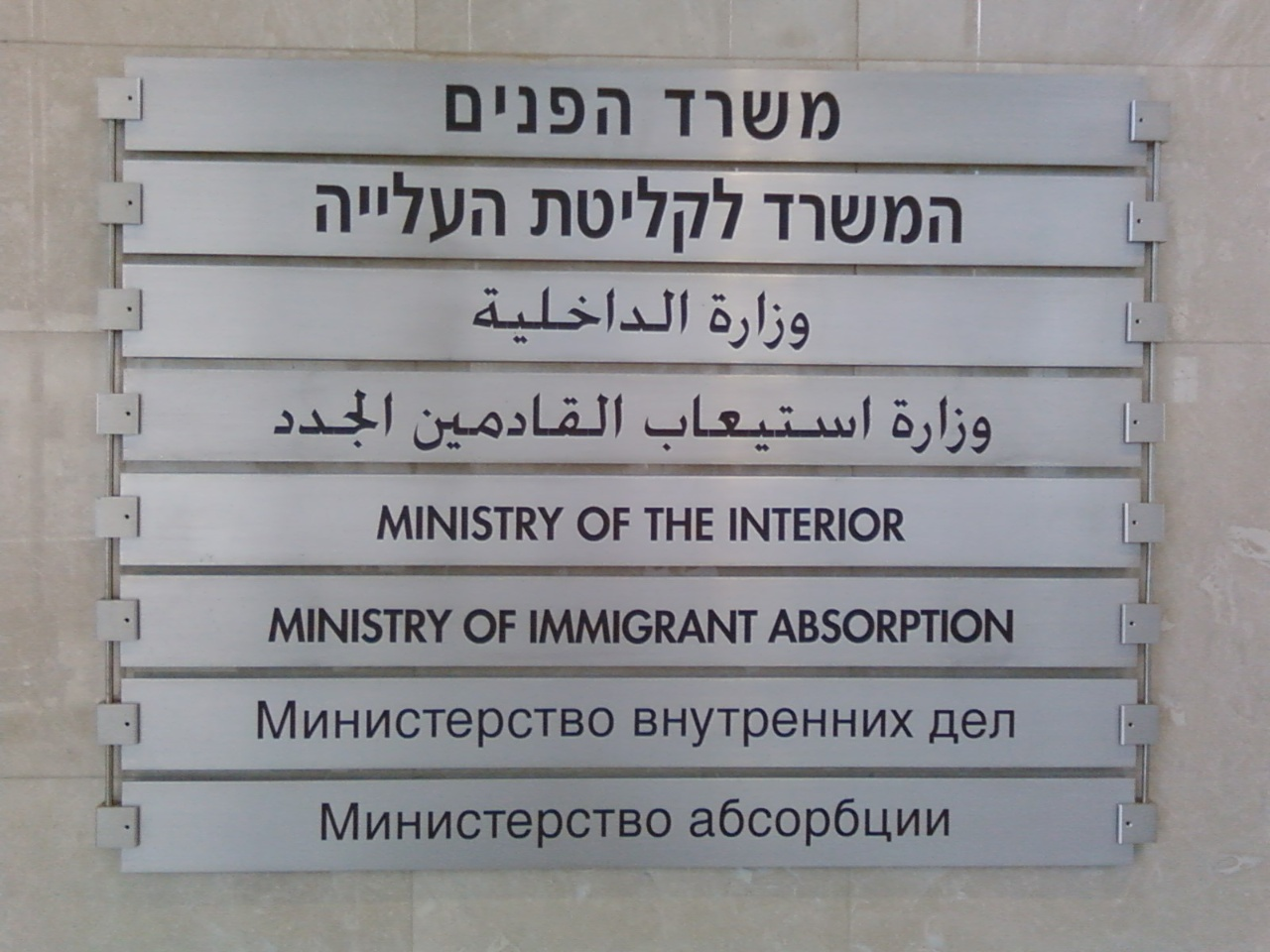
Viersprachiges Schild eines Ministeriums in Haifa

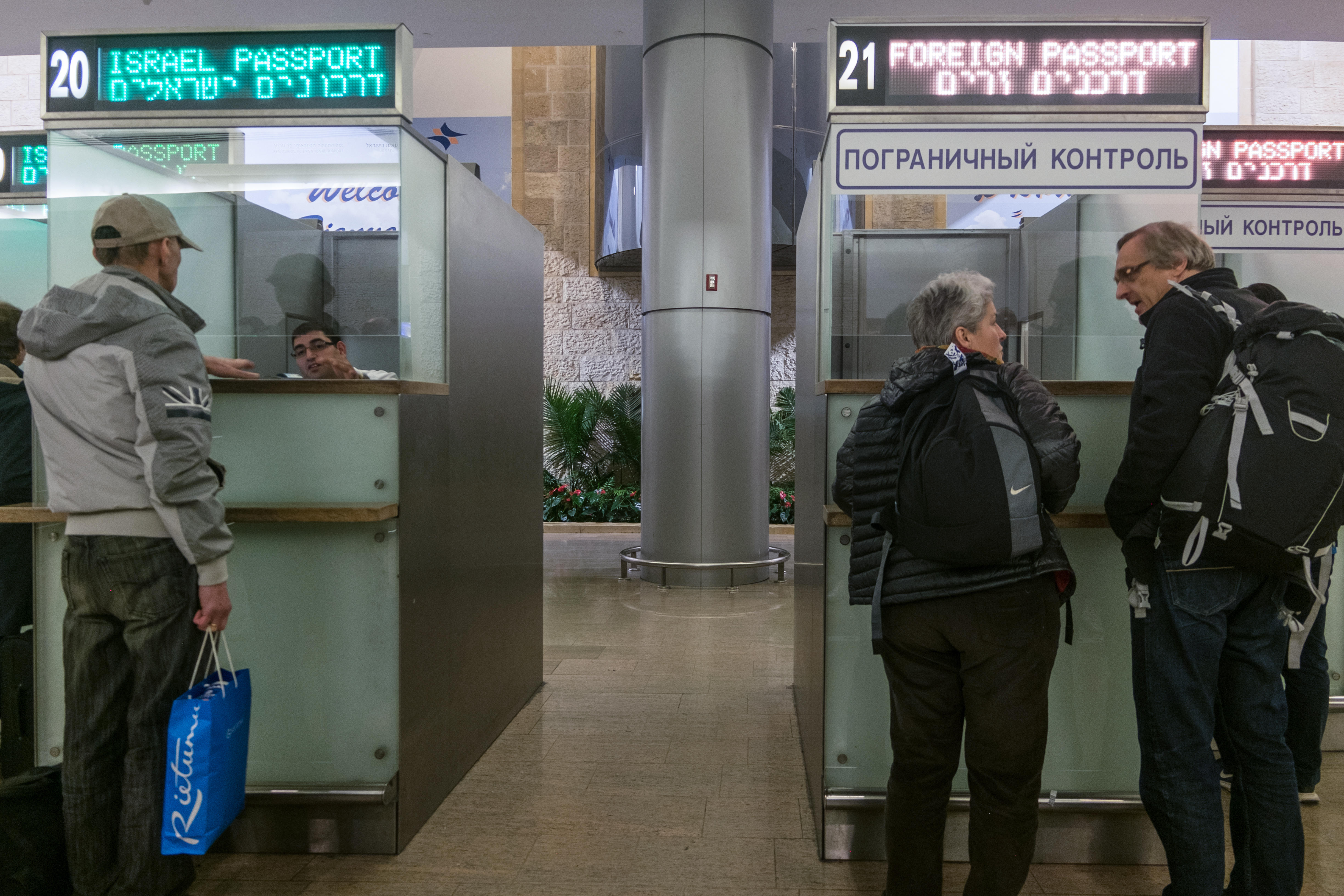
Hebräische, englische und russische Beschriftung bei der Einreise

Zu den Sprachen in Israel zählen rund 33 Sprachen aus verschiedenen Sprachfamilien. Modernes Hebräisch ist seit der Verabschiedung des so genannten Nationalstaatsgesetzes vom 19. Juli 2018 alleinige Amtssprache des Staates Israel. De facto spielt die ehemalige Amtssprache Arabisch, deren Status durch die Regelung von 2018 beschnitten wurde, weiterhin eine prominente Rolle, insbesondere in Bezug auf die arabischen Wohngebiete und die arabischen Israelis (rund 20 % der Staatsbürger Israels).

## Allgemein
Die israelische Bevölkerung bildet eine kulturell vielfältige Gesellschaft, in der eine Reihe von Sprachen gesprochen wird. Nach Angaben des Israelischen Zentralbüros für Statistik gibt es in Israel 33 Sprachen und Dialekte. Die am häufigsten verwendeten Sprachen sind die Amtssprache Hebräisch sowie Arabisch, Russisch, Französisch und Englisch. Dabei ist Hebräisch das allgemein übliche Verständigungsmittel zwischen allen Sprachgemeinschaften, Verwaltungssprache, Gerichtssprache und Unterrichtssprache an den meisten Schulen. In arabischen Wohngebieten übernimmt diese Rolle zum großen Teil das Arabische. Englisch ist die Sprache von Einwanderern aus den angelsächsischen Ländern und dient darüber hinaus als Kommunikationsmittel im Umgang mit Ausländern, bei öffentlichen Belangen gegenüber dem Ausland und ausländischen Institutionen und Besuchern. Die anderen Sprachen dienen hauptsächlich den Angehörigen der betreffenden Sprachgemeinschaften in der informellen Kommunikation. Das gilt auch für die Weltsprache Französisch, die in Israel durch eine große Anzahl von Muttersprachlern vertreten ist, aber kaum die Rolle eines interkulturellen Kommunikationsmittels innerhalb des Landes übernimmt. Die meisten Minderheitensprachen sind nicht Schulfach und auf den informellen und privaten Bereich beschränkt. An den Schulen werden vor allem Hebräisch (als Erstsprache in jüdischen Schulen oder erste Fremdsprache in arabischen Schulen), Arabisch (als Erstsprache in arabischen Schulen oder zweite Fremdsprache nach Englisch in jüdischen Schulen), Englisch (als erste bzw. zweite Fremdsprache) und Französisch (als zweite oder weitere Fremdsprache) gelehrt. Unterrichtssprache an den Hochschulen ist Hebräisch; daneben gibt es an den Hochschulen Summer- und Winterschools für ausländische Studierende vor allem auf Englisch, Spanisch und Französisch.
Laut einer Studie des Israelischen Zentralbüros für Statistik aus dem Jahr 2011 sprachen von den über 20 Jahre alten Israelis 49 % Hebräisch, 18 % Arabisch und 15 % Russisch als Muttersprache, aber nur 2 % Jiddisch, 2 % Englisch und 1,6 % Spanisch.

## Hebräisch
Im Jahr 1922 wurde auf Initiative hochrangiger Vertreter der zionistischen Organe in Palästina Hebräisch zu einer der drei Amtssprachen des unter britische Verwaltung gestellten Mandatsgebietes Palästina erklärt. Dies war ein Erfolg für jene, die das Hebräische zur Umgangssprache aller Juden in ihrer neuen nationalen Heimstätte machen und den Gebrauch der Sprachen der Diaspora, insbesondere des Jiddischen, zurückdrängen wollten. Hebräisch wurde als die historische Sprache des Judentums definiert, während Jiddisch, Polnisch, Deutsch u. a. nur als Sprachen des mittel- und osteuropäischen Judentums gelten konnten.
Die Wiederbelebung der hebräischen Sprache in Israel geht auf Eliezer Ben-Jehuda zurück. Er wanderte 1881 aus dem Russischen Kaiserreich nach Palästina ein, das Teil des Osmanischen Reiches war, gründete dort in den 1880er Jahren mehrere hebräische Schulen und gab hebräische Zeitungen heraus. Bereits um 1905, noch unter osmanischer Herrschaft, wurde Hebräisch als Sprache der jüdischen Gemeinde Palästinas anerkannt. Hebräische Muttersprachler gab es zu diesem Zeitpunkt noch nicht. Als Muttersprache sprachen die Juden des so genannten Alten Jischuw größtenteils Arabisch oder Juden-Spanisch.
Bei der Gründung des Staates Israel 1948 wurden Hebräisch und Arabisch die Amtssprachen des neuen Staates. Jüdische Einwanderer lernten Hebräisch in einem Ulpan, viele nahmen hebräische Namen an.
Heute ist Hebräisch die wichtigste Sprache in Israel und auf fast allen Ebenen des öffentlichen Lebens vertreten. Hebräisch ist an arabischsprachigen Schulen Israels von der dritten Klasse an ein Pflichtfach, und hebräische Aufnahmeprüfungen sind für Schüler beim Eintritt an israelischen Schulen und Universitäten vorgeschrieben.

## Arabisch
Mit der Verabschiedung des Nationalstaatsgesetzes vom 18. Juli 2018 verlor das Arabische den Status einer Amtssprache und hat nun den Status einer besonderen Sprache. In ihren levantinischen Mundarten und ihrer hocharabischen Schriftform wird sie hauptsächlich von den israelischen Arabern und Drusen verwendet. Auch orientalische Juden, die selbst oder deren Eltern aus dem arabischen Raum nach Israel eingewandert sind, verfügen meist über Arabischkenntnisse und verwenden die Sprache oft oder gelegentlich im Alltag. Die Sprecherzahl des Arabischen im israelischen Kernland (d. h. in Israel ohne die besetzten Gebiete) beläuft sich auf 2 bis 2,5 Millionen.
Im Straßenraum und an öffentlichen Gebäuden sind zweisprachige Schilder (hebräisch und arabisch) angebracht, auch die Etikettierung von Handelsprodukten wird oft in beiden Sprachen (zudem oft auf Englisch) vorgenommen; Bekanntmachungen der Regierung werden ins Arabische übersetzt. In jüdischen Schulen ist Arabisch ein Wahlpflichtfach. Hebräisch ist dennoch im öffentlichen Leben, insbesondere außerhalb der arabischen Wohngebiete, die am häufigsten benutzte Sprache. Sie ist die dominierende Sprache nicht nur innerhalb der jüdischen Gesellschaft im Staat Israel, sondern auch im Umgang zwischen Arabisch- und Hebräischsprechern. Gute Hebräischkenntnisse sind in der arabischen Bevölkerung Israels weitaus verbreiteter als Arabischkenntnisse in der jüdischen.

## Andere
Die meisten Minderheitensprachen außer Arabisch und Englisch sind einem raschen Schwund ausgesetzt; ihre Sprecherzahl wächst nur in Perioden, in denen wie im Fall des Russischen, Französischen oder Amharischen (siehe unten) größere Einwanderergruppen aus den entsprechenden Ländern nach Israel kommen. In der Regel führt der Assimilationsdruck dazu, dass Einwanderer im Laufe ihres Lebens sukzessive, immer öfter und in immer mehr Bereichen des Alltags die Landessprache (Hebräisch) verwenden und ihre Ursprungssprache vernachlässigen oder aufgeben; Kenntnisse der Herkunftssprache der Großeltern sind (außer im Falle des Arabischen) selten, sodass nicht von stabilen Sprachgemeinschaften mit auf Dauer gesonderter Identität gesprochen werden kann. Kaum eine der im Folgenden aufgeführten Sprachen bildet ein reguläres Schulfach in Israel, sodass unter den in Israel aufgewachsenen Sprechern schriftsprachliche Kenntnisse nur in geringem Umfang vermutet werden können. Ausnahmen bilden hier neben dem Arabischen insbesondere Englisch und Französisch.
- Russisch ist mit rund 1,23 Millionen[10] Sprechern zurzeit die drittgrößte Sprache Israels nach dem Hebräischen und dem Arabischen. Russisch sprechen vor allem Einwanderer aus Gebieten der ehemaligen Sowjetunion, insbesondere aus Russland und der Ukraine. Ihr Anteil an der Bevölkerung Israels ist seit dem Zerfall der Sowjetunion in den 1990er Jahren erheblich gestiegen.

- Französisch wird von etwa einer Million Israelis gesprochen. Die meisten sind französische Juden oder Juden aus den ehemaligen französischen Kolonialgebieten in Marokko, Algerien und Tunesien.[11] Letztere wanderten vor allem nach der Gründung des Staates Israel in den 1950er und 1960er Jahren ein; die Einwanderung aus Frankreich selbst ist hingegen erst in den vergangenen Jahren gestiegen. Französisch wird in den weiterführenden jüdischen Schulen neben Arabisch als zweite zu erlernende Fremdsprache nach Englisch angeboten. Zudem diente es vielen Einwanderern, die insbesondere in den 1950er und 1960er Jahren aus dem Mittelmeerraum und dem Orient nach Israel gelangten, in ihren Herkunftsländern (Türkei, Ägypten u. a.) als Bildungssprache, die dort neben ihrer Muttersprache (Djudeo-Espanyol, Arabisch etc.) und der Volks- und Verwaltungssprache gesprochen wurde.

- Jiddisch wird von einer Minderheit der aschkenasischen Juden in Israel, darunter vielen Ultraorthodoxen gesprochen. Es spielt als originär jüdische Sprache eine besondere Rolle in der aschkenasischen Kultur.[12] 1986 sprachen über 250.000 Israelis (etwa 6 % der damaligen Gesamtbevölkerung) Jiddisch.[13] Trotzdem wurde dem Jiddischen schon in der britischen Mandatszeit in der Sprachenpolitik des Nationalausschusses (הַוַּעַד הַלְּאֻמִּי HaWaʿad haLəʾummī, Exekutive der gewählten Repräsentantenversammlung (Palästina) der jüdischen Palästinenser), kein Status im Sprachgebrauch der Jischuvverwaltungen und -schulen zugebilligt, ebenso wenig zählte es zu den offiziellen palästinensischen Amtssprachen, das waren Arabisch, Englisch und Hebräisch. Auch im Staat Israel wurde es mit Absicht nicht zum Schulfach erhoben, da es anfangs der größte Konkurrent der vom Nationalausschuss seit 1920 geförderten Hebräischen, eine der Landessprachen der neuen Nation und im Gegensatz zu diesem Muttersprache Hunderttausender Einwanderer war. Belebende Impulse kommen heute vor allem aus den jiddischsprachigen Gemeinschaften Nordamerikas; dies unterscheidet die Überlebenschancen des Jiddischen von denen des Djudeo-Espanyol (siehe unten).

- Persisch (Judäo-Persisch) wird von den meisten der etwa 200.000 iranischstämmigen Juden in Israel gesprochen oder zumindest verstanden.

- Englisch gilt als die am fünfthäufigsten gesprochene Sprache des Landes und hat seit 1999 einen Sonderstatus.[14] Dabei ist jedoch davon auszugehen, dass es für die meisten Sprecher nicht Muttersprache, sondern erste Fremdsprache ist. Englisch ist im Gegensatz zu Französisch, das über einen wesentlich höheren Anteil Muttersprachler in Israel verfügt (siehe oben), für alle israelischen Schüler verpflichtendes Schulfach.

- Rumänisch wird von etwa 82.000 rumänischen Juden aus der ersten Generation und 126.000 der zweiten Generation in Israel gesprochen.[15]

- Spanisch (Ladino) wird von 1,6 % der Gesamtbevölkerung gesprochen. Die Sprecher sind überwiegend Einwanderer aus Lateinamerika; hinzu kommen Einwanderer aus Spanien.

- Kurdisch wird von etwa 150.000 kurdischen Juden aus dem Irak und der Türkei gesprochen.

- Amharisch wird von den meisten äthiopischen Juden gesprochen. Die Sprache hat heute etwa 130.000 Sprecher in Israel, die oder deren Eltern seit den 1980er Jahren eingewandert sind.

- Deutsch wird von rund 100.000 Israelis gesprochen,[16] deren viele es als Kultursprache schätzen, auch wenn sich die Stellung des Deutschen nach dem Holocaust erst in den letzten Jahrzehnten verbessert hat. Inzwischen kann Deutsch an einigen Schulen als Fremdsprache gelernt und Germanistik an israelischen Hochschulen studiert werden.[17]

- Italienisch wird von 80.000 bis 120.000 Israelis gesprochen. Die meisten sind Einwanderer aus Italien und den ehemaligen Kolonien (Italienisch-Eritrea, Italienisch-Libyen, Italienische Ägäis-Inseln,  Italienisch-Somaliland und Äthiopien).[18][19]

- Ungarisch wird von den meisten der etwa 32.000 ungarischen Juden und ihren Nachkommen im Land gesprochen. Insgesamt handelt es sich um etwa 70.000 Sprecher.[20]

- Djudeo-Espanyol (oft auch Ladino genannt) wird nach pessimistischen Schätzungen noch von ca. 20.000 Menschen und nach optimistischeren Schätzungen von ca. 100.000 Menschen in Israel gesprochen, die aus Ländern des früheren Osmanischen Reiches (z. B. Türkei, Balkan, Griechenland, Bulgarien, Nordafrika) stammen. Da Israel heute das einzige Land mit einer verhältnismäßig bedeutenden Sprecherzahl ist, die Sprache hier aber keinen offiziellen Status besitzt und weder als Unterrichtssprache noch als Schulfach etabliert ist, droht Djudeo-Espanyol auszusterben. Es findet so gut wie keine Zuwanderung von Sprechern des Djudeo-Espanyol mehr statt, die die Sprechergruppe in Israel stärken könnte. Außerhalb Israels leben nur noch rund 5000 bis 10.000 Sprecher. Noch in den 1960er Jahren wurde von rund 300.000 Sprechern in Israel ausgegangen; der Schwund resultiert aus der Assimilation an die israelischen Lebensumstände.

- Türkisch wird meist von türkischen Juden gesprochen und hat etwa 50.000 Sprecher.

- Ukrainisch wird von Einwanderern aus der Ukraine gesprochen und hat etwa 20.000 bis 40.000 Sprecher. Viele Einwanderer aus der Ukraine beherrschen auch das Russische (siehe dort).

- Griechisch wird von etwa 35.000 Einwohnern Israels gesprochen. Es ist die Sprache mehrerer christlich-orthodoxer Kirchen im Land.

- Tschechisch wird von 5000 bis 10.000 der aus der ehemaligen Tschechoslowakei stammenden 60.000 Israelis gesprochen.

- Bucharisch ist eine von Einwanderern aus Usbekistan, Tadschikistan, Kirgistan, vereinzelt auch aus Russland, Kasachstan, Turkmenistan und Afghanistan gesprochene Varietät des mit dem Persischen verwandten Tadschikisch.

- Neuaramäisch: Ca. 6.000 bis 7.000 Menschen in Israel sprechen die jüdisch-aramäischen Mundarten Lishanid noshan und Lishana didan. Bei ihnen handelt es sich um Einwanderer aus dem Nordirak, der Südosttürkei und dem iranischen Teil Aserbaidschans, insbesondere aus den Kurdengebieten (z. B. um Erbil), wo sich meist christliche Suryoye, aber auch jüdische aramäischsprachige Minderheiten bis ins 20. Jahrhundert gehalten haben. Fast alle jüdischen Aramäischsprecher leben heute in Israel; viele sind älter als 40 Jahre, und aus ähnlichen Gründen wie Djudeo-Espanyol (siehe oben) ist das jüdische Neuaramäisch vom Aussterben bedroht. Unter den mehr als 10.000 israelischen Maroniten bemühen sich einige um die Nutzung des Aramäischen im Alltag; eine Varietät des Aramäischen, mittelostaramäisches Syrisch, ist von altersher ihre Liturgiesprache.[21] Viele Angehörige dieser Gruppe sehen sich weniger als christliche Araber denn als Teil einer eigenständigen aramäischen Ethnie,[22] was vom Staat Israel seit 2014 bei Status- und Zensusangaben anerkannt ist.[23] Die amtlichen Direktiven erwarten von Israelis, die sich als Aramäer eintragen lassen, die Pflege aramäischer Sprachkenntnisse und kultureller Eigenheiten der syro-christlichen Tradition.[23] Bis 2022 ließen sich 2.500 israelische Staatsbürger in diesem Sinn unter der Nationalität Aramäer eintragen, und weitere 2.000 beantragten es.[24]